# Смагулов, Мамбет
Мамбет Смагулов (1907, аул Алга, Верненский уезд, Семиреченская область, Туркестанский край, Российская империя — неизвестно, Казахская ССР) — казахский советский хозяйственный и партийный деятель, секретарь Таласского районного комитета Компартии Казахстана, Казахская ССР. Герой Социалистического Труда (1948).

## Биография
Происходит из рода жаныс племени дулат. Родился в 1907 году в крестьянской семье в ауле Алга Верненского уезда.
После окончания местной школы обучался в педагогическом техникуме в Алма-Ате, по окончании которого с 1928 году трудился учителем, директором школы в родном ауле Алга. С 1937 года — член ВКП(б).
С 1939 года на партийной работе: заведовал партийным кабинетом, был заведующим отделом пропаганды Таласского райкома партии, политическим отделом Таласской МТС, отраслевым секретарём Меркенского и Луговского райкомов партии.
В послевоенные годы — секретарь Таласского райкома партии. Занимался развитием сельского хозяйства Таласского района. По итогам работы в 1947 году сельскохозяйственные предприятия перевыполнили в целом по району плановые задания по надою молока на 20 %, настригу шерсти — на 25 % и нагулу скота — на 30 %. Указом Президиума Верховного Совета СССР от 23 июля 1948 года удостоен звания Героя Социалистического Труда за «получение высокой продуктивности животноводства в 1947 году» с вручением ордена Ленина и золотой медали «Серп и Молот» (№ 2497).
Этим же указом званием Героя Социалистического Труда были награждены председатель Таласского райисполкома Абдижапар Досумбаев, заведующий районным отделом сельского хозяйства Нагашбек Арапов, председатель колхоза «Кенес-Тюбе» Байгельда Кейкиев, председатель колхоза имени Чкалова Байкошкар Мусиралиев и 25 животноводов различных колхозов Таласского района.
С 1958 года — председатель Меркенского райисполкома. Дальнейшая судьба не известна.
Награды
- Герой Социалистического Труда
- Орден Ленина
- Орден Трудового Красного Знамени (09.04.1947)
- Орден «Знак Почёта» (16.11.1945)